# Hypotrachyna lopezii
Hypotrachyna lopezii är en lavart som beskrevs av Hale. Hypotrachyna lopezii ingår i släktet Hypotrachyna och familjen Parmeliaceae.   Inga underarter finns listade i Catalogue of Life.